# Kalani Queypo
Kalani Queypo (Hawaï, 6 september 1986) is een Amerikaans acteur. Hij speelde in diverse films en series, waaronder The New World, Hawaii Five-0 en Fear the Walking Dead.

## Filmografie

### Film
- 1996: The Juror, als danser
- 1996: Taxi Bhaiya, als Amol
- 2001: The Royal Tenenbaums, als stamlid van New Guinea
- 2005: End of the Spear, als engel
- 2005: The New World, als Parahunt
- 2006: Pow Wow Dreams, als Inheemse kerel
- 2007: Aztec Rex, als Xocozin
- 2010: The Sierra, als Inheemse man
- 2014: 10,000 Days, als Ignacio
- 2015: Slow West, als Kotori
- 2017: Pandora's Lake, als Art

### Televisie
- 2000: Strangers with Candy, als Hopi
- 2005: Into the West, als White Bird
- 2006: Bones, als Alex Joseph
- 2006: The Minor Accomplishments of Jackie Woodman, als Russel Two Clouds
- 2010: 10,000 Days, als Ignacio
- 2011: Nurse Jackie, als Joseph Delaronde
- 2012: Aspen the Series, als James
- 2013: Mad Men, als ceremoniemeester
- 2015: Saints & Strangers, als Squanto
- 2017: Hawaii Five-0, als Kanuha Noe
- 2017: Fear the Walking Dead, als Klah Jackson
- 2017-2019: Jamestown, als Chacrow
- 2020: Trickster, als Wade
- 2022: Curious George, als badmeester (stemrol)

### Computerspel
- 2005: Age of Empires III, als Hiawatha
- 2022: Wylde Flowers, als Thomas Lightfoot (stemrol)
- 2023: Cyberpunk 2077: Phantom Liberty, als Shank (stemrol)
- 2024: Indiana Jones and the Great Circle, als Peruvian Porter (stemrol)